# Stephen Biesty
Stephen Biesty (Coventry, 27 de enero de 1961-febrero de 2024) fue un ilustrador británico. 

## Biografía
Nacido en la ciudad de Coventry, creció en Leicestershire. En 1979, ingresó a la Universidad de Loughborough, donde realizó un curso preparatorio de artes, para luego trasladarse, en 1980, a la Universidad de Brighton, donde obtuvo una licenciatura en diseño gráfico, especializándose en ilustración y centrándose en dibujos históricos y arquitectónicos. Después de graduarse en Brighton como el primero de su clase, Biesty obtuvo una maestría en diseño gráfico por la Universidad de la ciudad de Birmingham, profundizando en  la ilustración de reconstrucciones históricas.
Biesty es considerado un maestro del dibujo basado en el corte trasversal (cross section). Trabaja habitualmente con Richard Platt, quien escribe el texto para la mayoría de sus libros (los cuales han cubierto una amplia gama dirigidas a adultos y niños, publicados por la editorial Dorling Kindersley). Destaca su obra Incredible Cross Sections (de 1992), editado en español como El asombroso libro del interior de las cosas, un superventas internacional con más de un millón de copias en todo el mundo.